# ハインリッヒ・シュミット
ハインリッヒ・エルンスト・シュミット（Heinrich Ernst Schmidt, Henry Ernest Schmid,1834年5月1日 - 1926年)は、米国聖公会から日本に派遣された宣教医（medical missionary）。近世日本の布教史における最初の宣教医である。長崎で聖公会として日本初の診療所と医学塾を創設。英語塾も開設した。

## 人物・経歴
1834年5月1日、プロイセンの地方都市クヴェーアフルト（Querfurt）に生まれる。
1846年から1851年にかけてハレ市（Halle / Saale）の有名なラテン語学校で学び、プロテスタントの敬虔主義に根差した高等教育を受ける。1851年までに、ドイツ諸邦すべてで革命派は制圧され、若きハインリッヒ・エルンストはアメリカへの移住を決意する。
1853年10月8日にニューヨークに到着し、入国許可を得る。移住地であるバージニア州に居住し、同州のウィンチェスター（Winchester）で医学を学び始める。
その後、バージニア大学医学部で学び、さらに1859年にペンシルベニア大学で医師免許（医学修士M.D.）を取得した。在学中に米国聖公会との密接な関係を築いたとされる。同年に合衆国の国籍も取得している。また、バージニア大学では古典学の修士号を取得したとする資料もある。
同1859年2月、米国聖公会は、日本ミッションを開設することを決議し、中国・上海で活動していた宣教師のジョン・リギンズ、チャニング・ウィリアムズとともに、日本に医療宣教師を派遣することを決定する。
1859年11月、シュミットは日本へ派遣される宣教医（medical missionary）に任命され、上海を経由して1860年8月に長崎に来日した。長崎に来日前に短期間ながら中国でも医療宣教を行っている。来日したシュミットは、チャニング・ウィリアムズとともに崇福寺広徳院に滞在する。
シュミットは、長崎で診療所を開設して、無償で医療活動を行うとともに、家塾に授業クラスを設けて地元の医師に西洋医学と英語を教えた。シュミットは来日当初、特に何かしらの免状を得ることなく施療を行っていたが、日本人の友人から長崎奉行の許可を得ることを勧められ、米国長崎領事ウォルシュ（John G. Walsh、ウォルシュ兄弟の2番目の弟）を通じ許可願いを提出した。その結果、1861年3月15日に長崎奉行の岡部駿河守長常より医療と教育活動の正式な許可を得ると、高度な医療がさらに評判となり、多くの患者を治療した。1000人近い患者に2回以上の診療を行っている。家庭訪問で垣間見た日本の家族の生活に感銘を受けている。教育については、日本人医師たちに英語で現代医学を教えるクラスと、医学とは関係なく英語だけを教えるクラスを設けて教育活動を行った。シュミットは、精力的に医療活動を行い、朝早くから午後 3、4時頃まで患者を診療し、その後、日本人学生のために夜遅くまで講義を行っていたという。
日本人医師には、日本語に翻訳できない医学用語も教えたが、そうすることで今後そういった専門用語が理解されないという事態を避け、日本人医師が英語の医学文献を独学するのに役立つだろうとのシュミットの考えがあった。さらにシュミットは、医学用語の英日単語集の準備も進めた。医学教育を行う中で、シュミットは当時長崎で活動したオランダ人医師のポンぺと棲み分けも行った。シュミットによると、両者は互いに反目し合っているわけではないが、それぞれの帝国を守っていたという。ポンぺの元に集う医師は、幕府や各藩から派遣された医師が多かったのに対して、シュミットの元に集う医師は長崎で実際に治療にあたる開業医が多かった。中でも、長崎で最も活躍していた開業医に教えたが、その医師は、1858年に長崎でコレラが流行した際に嘔吐剤の処方によって多くの患者を救った長崎で名の知れた開業医であった。その医師とシュミットの関係が知られたことにより、高い評判を得たシュミットは約1年間で16名もの日本人医師を指導した。
日本滞在中、グイド・フルベッキ夫妻とも親しく、フルベッキの妻マリアが神経痛になった際、原因が寝室の湿度の高さにあるとして、転居を薦め、夫妻は環境のよい崇福寺広福庵へ転居している。また、遊学のために 1861年に長崎を訪れていた緒方洪庵の息子・緒方四郎（惟孝）もシュミットの治療を受けている。
1860年10月頃、長崎山手に外国人居留地の整備が進んでいくが、1861年7月にはウィリアムズとシュミットは整備された東山手居留地に居を移し、ウィリアムズは東山手居留地の五番館、シュミットは四番館に住み、隣接する三番館にはフルベッキが居住した。
シュミットは、疲労から体調を崩し、1861年11月に日本を離れた。
米国に帰国後、ニューヨーク州ウエストチェスター郡ホワイトプレインズ（White Plains,Westchester County）に住み、1926年に亡くなるまで、開業医、病院の設立者、病院長、医師会会長などを務め、地元の医療の発展に力を尽くした。
シュミットの日本における医療活動は、有効性が認められ、その後の米国聖公会による聖バルナバ病院や聖路加国際病院の開設や、立教大学への医学部開設の動きに繋がっていくこととなった。